# Лисициан, Степан Данилович
Степан Данилович Лисициан (арм. Ստեփան Լիսիցյան; 22 сентября [4 октября] 1865, Тифлис, Российская империя — 4 января 1947, Ереван, Армянская ССР, СССР) — российский и советский педагог, учёный, этнограф, историк, филолог, географ, основатель и первый председатель Армянского географического общества. Заслуженный деятель науки Армянской ССР (1945), доктор географических наук, профессор (1941).

## Биография

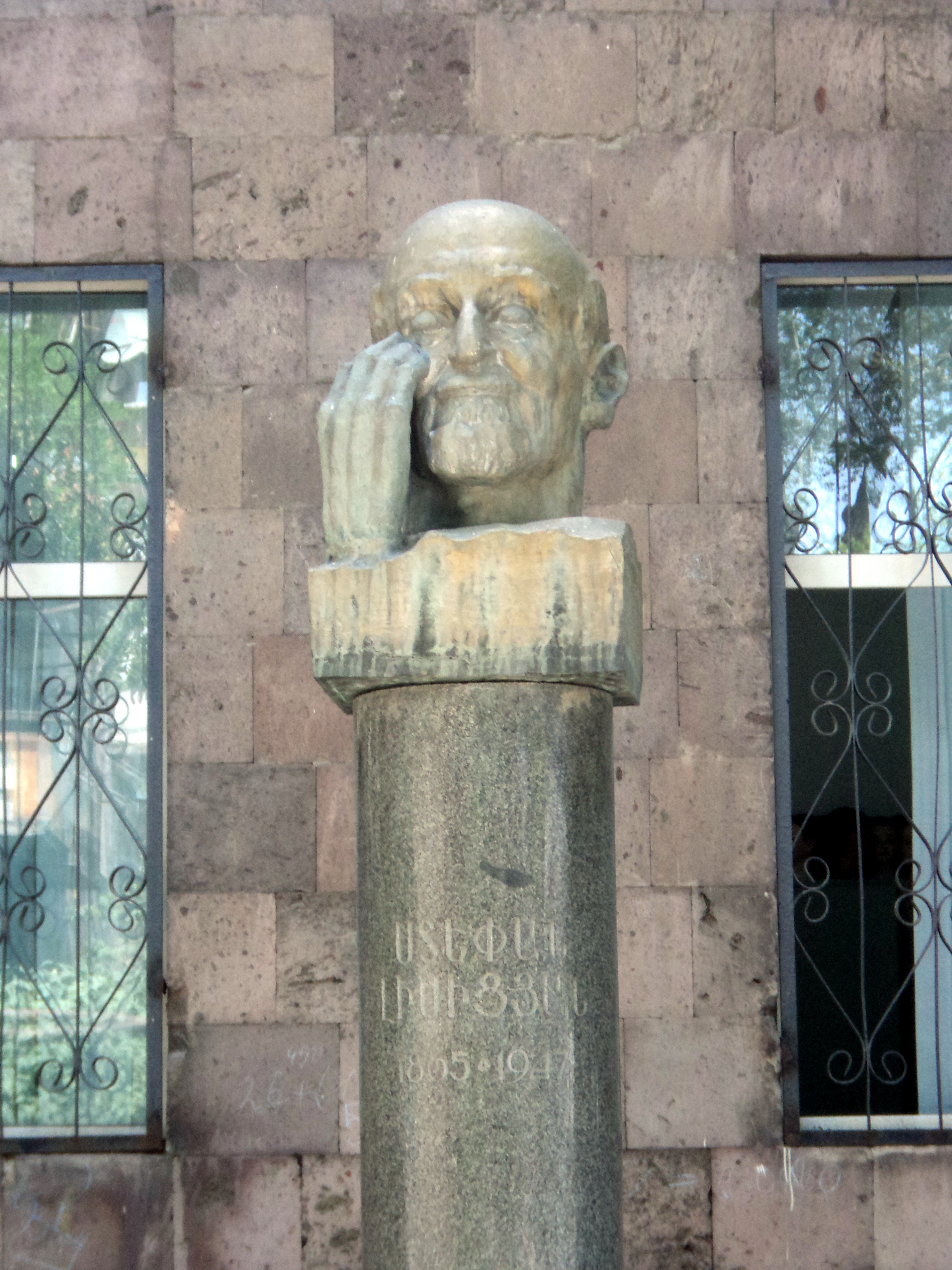

Степан Лисициан родился 4 октября 1865 года в Тифлисе в семье генерала медицинской службы Даниила Христофоровича Лисициана. В 1889 году окончил историко-филологический факультет Варшавского университета, после чего занимался преподавательской деятельностью в духовных семинариях Геворкян и Нерсисян. В 1898 году вместе со своей женой Катарине Лисициан (Ахашян) открыл в Тифлисе армянскую начальную школу, впоследствии преобразованную в гимназию. Совместно с Ованесом Туманяном и Левоном Шантом составил и издал учебник армянского языка «Лусабер», ставший на тот момент главным пособием по армянскому языку в Закавказье и использовавшийся в армянских школах разных стран мира вплоть до 1960-х годов.
В 1924 году Степан Лисициан переехал в Ереван, где продолжил свою преподавательскую деятельность в Ереванском государственном университете. Одновременно он занимался исследования географии и этнографии Армении, издал ряд научных трудов в этой области. С 1928 года и вплоть до своей смерти в 1947 году Степан Лисициан заведовал этнографическим отделом Государственного Исторического музея Армении, ныне носящем его имя.

## Основные публикации
- Народный театр. Tapaз (Мода). Тифлис, 1893. № 19. С. 289—290;
- Народные детские игры. Тифлис, 1907;
- Крестьянское жилище Высокой Армении // Известия Кавказского историко-археологического института. Т. IV. Тифлис,
- Из народных легенд и преданий. Ереван, 1940;
- Физическая география Армении: учебное пособие для вузов. Ереван, 1940; 1926;
- Этнографический вопросник. Ереван, 1946;
- Очерки этнографии дореволюционной Армении // Кавказский этнографический сборник. Выпуск 1. М., 1955 (издание АН СССР в серии «Народы мира»);
- Избранные сочинения. Ереван, 1969;
- Армяне Зангезура. Ереван, 1969;
- Армяне Нагорного Карабаха. Этнографический очерк // Армянская этнография и фольклор. Т. 18. Ереван, 1981[3].

## Семья
Все трое детей Степана Лисициана стали известными учёными.
- Лисициан, Левон Степанович (1891—1921) — историк, филолог, искусствовед[4]
- Лисициан, Србуи Степановна (1893—1979) — искусствовед, доктор исторических наук
- Лисициан, Назели Степановна (1906—2005) — экономист, доктор экономических наук

## Награды
- Заслуженный деятель науки Армянской ССР (7.04.1945)[5].
- Орден Трудового Красного Знамени (24.11.1945).